# محافظة البحيرة
محافظة البحيرة، من محافظات مصر وعاصمتها مدينة دمنهور، تقع في غرب الدلتا. ويحدها شمالا البحر الأبيض المتوسط، وشرقا محافظات كفر الشيخ والغربية والمنوفية ، وغربًا محافظتي الإسكندرية ومطروح، وجنوبا محافظة الجيزة. تبلغ مساحة المحافظة 9,826 كم2. وبها بحيرة إدكو التي تمت تسمية المحافظة على إسمها.

## أهم المعالم الأثرية
- قلعة قايتباي: تقع على الشاطئ الغربي للنيل بمنطقة رشيد بناها السلطان الأشرف أبو النصر قايتباي في أواخر دولة المماليك وهي عبارة عن بناء مستقل طوله 60 مترا وعرضه 50 مترا وسمك أسواره 4.5 متر.
- متحف رشيد: مقام بأحد المنازل الأثرية بمدينة رشيد والذي يرجع تاريخ بنائه إلى النصف الأول من القرن الثامن عشر ويضم المنزل 4 طوابق.
- منزل الأمصيلي: بناه عثمان آغا الطوبجي عام 1213 ميلادية وهو نموذج رائع للعمارة الإسلامية التي تمتاز بنجارتها المطعمة بالصدف وسن الفيل والمنقوشة بالنقوش العربية البديعة. ويرجع للعصر المملوكي.
- نصب تذكاري: عبارة عن لوحة تمثل حجة شق ترعة المحمودية مدون عليها باللغة التركية وترجمت النصوص حديثا للعربية. وكانت موجودة بالمسجد الكبير بالمحمودية وتم نقلها ووضعت عند فم ترعتها.
- دير وادي النطرون به مقابر كل البطاركة الأرثوذكس. ويوجد بصحراء النطرون.
- قصر الملك فاروق بإدفينا: حاليا مقر كلية الطب البيطري جامعة دمنهور.
- تل كوم تقالة الأثري جنوب عزبة الصاوي: التل الأثري عبارة عن منطقة يحتمل وجود آثار بها، ويوجد بالبحيرة حوالي (186) تلاً أثرياً، وهي موزعة على منطقتي: شمال البحيرة، وجنوب البحيرة، ويوجد في بعض هذه التلال قطع أثرية مثل تل كوم تقالة الذي يقع جنوب عزبة الصاوي بحوالي (1500) متر كما يقع شمال مركز أبو حمص بحوالي (4500) متر، والذي قام جمال مبارك بالتنقيب عن تلك القطع الأثرية في هذا التل في عام 2009م، ثم قام بعد ذلك بالتعدي على جزء من التل بغرض إنشاء مجمع مبارك الرياضي.
- ملاحات إدكو
- مبنى مسرح البلدية (حاليا سينما) بني على هيئة الأوبرا في عهد الملك فؤاد.
- مبنى مكتبة البلدية بني في عهد الملك فؤاد.
- مبنى المدرسة القانونية (كلية الزراعة حاليا) تحفة معمارية رائعة بنيت في عهد الملك فؤاد.
- قناطر إدفينا. وقصر الملك فاروق بإدفينا وجامع الحلبي بإدفينا
- محطة العطف الكهربائية بالمحمودية والتي كانت تدار بالفحم منذ قرن.
- محطة كهرباء النوبارية بكوم حماده قدرة 2250 ميجا وات.
- دار الأوبرا بدمنهور .

## التقسيم الإداري

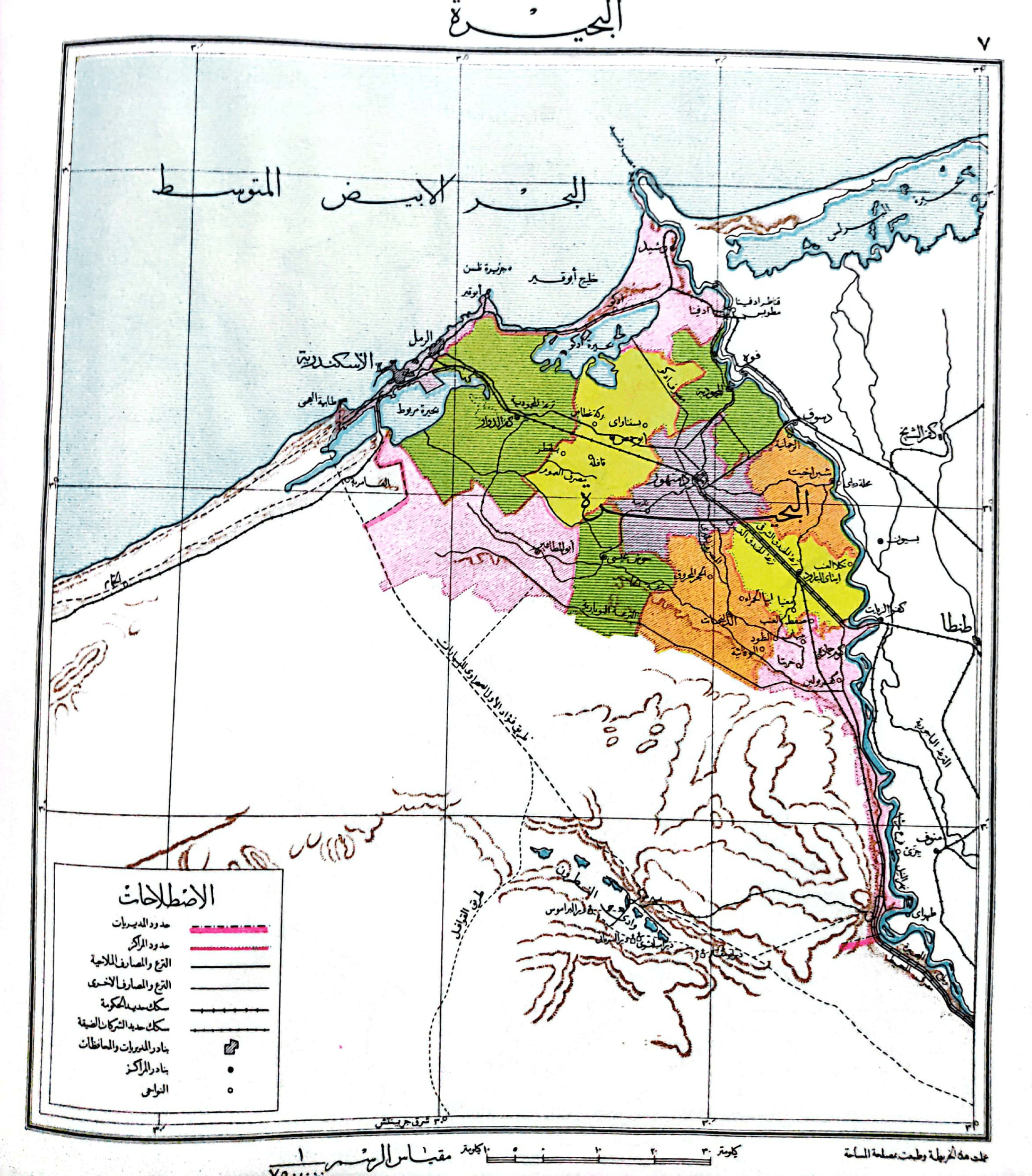
خريطة مراكز مديرية البحيرة سنة 1951

تتكون المحافظة من 16 مركز إداري و 14 مدينة بالإضافة إلى دمنهور (التي تنقسم إلى 5 شياخات) و417 قرية .
- رشيد
- شبراخيت
- إيتاي البارود
- أبو حمص
- حوش عيسى
- كفر الدوار
- الدلنجات
- كوم حمادة
- دمنهور (لا يشمل المدينة)
- قسم دمنهور
- المحمودية
- إدكو
- أبو المطامير
- الرحمانية
- النوبارية
- وادي النطرون
- بدر
- مركز رشيد

## أعلام محافظة البحيرة
- أحمد الدمنهوري: شيخ سابق للأزهر.
- أحمد زويل: عالم كيمياء وفيزياء وحاصل على جائزة نوبل في الكيمياء.
- أحمد محرم: شاعر.
- أدهم الشرقاوي: بطل شعبي.
- توفيق الحكيم: كاتب وأديب.
- حسن البنا: مؤسس جماعة الإخوان المسلمين.
- حسن أبو سعدة: ضابط وقائد الفرقة التي أسرت العقيد عساف ياجوري قائد اللواء 190 مدرع الإسرائيلي في حرب أكتوبر 1973.
- حسن شحاتة: مدرب كرة قدم.
- حلمي محمد القاعود: كاتب وأديب وأستاذ جامعي.
- خضرة محمد خضر: مطربة شعبية.
- رامي حسنين ضابط مصري شغل منصب قائد الكتيبة 103 صاعقة.
- رفعت جبريل: ضابط مخابرات ورئيس جهاز الأمن القومي.
- سليم البشري: مفكر وعالم إسلامي.
- سمير رضوان: وزير مالية أسبق.
- شوقي إبراهيم علام: مفتي الديار المصرية.
- عبد الحميد كشك: داعية إسلامي.
- عبد العزيز مخيون: ممثل.
- عبد المنعم التراس: ضابط وأحد أعضاء المجلس العسكري أثناء ثورة يناير.
- عبد المنعم الصاوي: كاتب صحفي.
- عبد الوهاب المسيري: مفكر وعالم اجتماع مصري إسلامي.
- عبلة كامل: ممثلة.
- عفاف شعيب: ممثلة.
- عماد الجلدة: رجل أعمال وسياسي.
- عمر بطيشة: إعلامي.
- كارم محمود: مطرب وملحن.
- محمد البلتاجي: سياسي ومن قيادات الإخوان المسلمين.
- محمد الغزالي: داعية إسلامي.
- محمد إبراهيم: لاعب نادي الزمالك.
- محمد بن عبد الله الخرشي: أول شيخ للأزهر.
- محمد عبد الحليم أبو غزالة: وزير الدفاع المصري الأسبق.
- محمد عبد الحليم عبد الله: أديب وروائي.
- محمد عبد المطلب: مطرب.
- محمد عبده: مفكر وعالم إسلامي.
- محمد محمد البهي: وزير الأوقاف الأسبق.
- محمد ناجي جدو: لاعب كرة قدم.
- محمود الجندي: ممثل.
- محمود سامي البارودي: شاعر وضابط ودبلوماسي.
- محمود شلتوت: شيخ سابق للأزهر.
- محمود وجدي: وزير الداخلية السابق.
- مصطفى الفقي: دبلوماسي مصري.
- مصطفى شلبي الحناوي: ضابط وقائد سابق للقوات الجوية.
- وفاء عامر: ممثلة.
- يوسف القعيد: أديب
- يونس مخيون: رئيس حزب النور.